# Tarnay Margit
Tarnay Margit (névvariáns: Tarnai Margit, Tarnai Mari, francia nyelvterületen: Marie Tarnay) (Budapest, 1929. június 15. – Issy-les-Moulineaux, 2020. június 27.) magyar színésznő.

## Életpálya
Szülei Tarnay Sándor és Unger Margit.
A fényes szelek nemzedék tagja, 1952-ben színészként diplomázott a Színház- és Filmművészeti Főiskolán, Gellért Endre tanítványaként. Pályáját a Szegedi Nemzeti Színházban kezdte. Később játszott a Petőfi Színházban, a Fővárosi Operettszínházban és a Vidám Színpadon is. Nagyszerű karakterszínésznő volt, vérbeli komika. Egyik legemlékezetesebb alakítását a Petőfi Színház 1963-as évadában, Molnár Ferenc: Az üvegcipő című darabjában nyújtotta: Keczeli Ilona, a jószívű utcalány szerepében. Az előadást Ádám Ottó rendezte és a televízió is rögzítette.

Az 1960-as években pályáját megszakítva Franciaországba távozott, Párizsban telepedett le, ahol főleg ékszerkészítéssel   foglalkozott. A közeli Issy-les-Moulineaux-ban hunyt el 2020. június 27-én.

## Színházi szerepeiből
- Alekszandr Boriszovics Raszkin – Mark Szlobodszkij: Filmcsillag... Szőke lány (Vidám Színház (VI. Révay u. 18. 1949.09.15)
- Sarkadi Imre: Út a tanyákról... Csurkáné   (Madách Színház 1952.03. – a Színház- és Filmművészeti Főiskola IV. évfolyamos hallgatóinak vizsgaelőadása)
- Makszim Gorkij: Kispolgárok... Egy asszony (Szegedi Nemzeti Színház, 1954.10.02)
- Heinar Kipphardt: Shakespeare kerestetik... Sträflichen (Szegedi Nemzeti Színház, 1954.11.13)
- Jókai Mór: A kőszívű ember fiai... Erzsók (Szegedi Nemzeti Színház, 1955.02.05)
- Valentyin Petrovics Katajev: Bolond vasárnap... Orvosnő  (Szegedi Nemzeti Színház, 1955.3.27)
- Huszka Jenő: Szép Juhászné... Atmang grófnő (Szegedi Nemzeti Színház, 1955.05.08)
- Eduardo De Filippo: Vannak még kísértetek... Carmela, Rafaele huga; Maddalena (Szegedi Nemzeti Színház, 1955.05.29)
- Grimm fivérek: Hamupipőke...Hilda (Szegedi Nemzeti Színház, 1955.12.24)
- Carlo Goldoni: Két úr szolgája...Clarice (Szegedi Nemzeti Színház, 1955.)
- Anton Pavlovics Csehov: Cseresznyéskert... Sarlotta Ivanovna (Szegedi Nemzeti Színház, 1956.03.31)
- Friedrich Schiller: Don Carlos... Mondecar (Petőfi Színház,  1956.04.27)
- Klasszikus magyar kabaré...szereplő (Kis Színpad, a Vidám Színpad Kamaraszínháza 1956.12.25)
- Színe-java (Kabaré összeállítás):
  - Herczeg Ferenc (Péter és Pál)
  - Móricz Zsigmond (Dinnyék)
  - Zilahy Lajos (Az előkelő utas)
  - Hunyady Sándor (A tanító nadrágja)
  - Nóti Károly (Piros bugyelláris)
  - László Miklós (A néma ember)... szereplő (Vidám Színpad, 1957.02.02)
- Pestről jelentik kabaré... szereplő (Vidám Színpad 1957.04.17)
- Osztályon felüli kabaré... szereplő (Vidám Színpad 1957.09.14)
- Kállai István: Majd a papa... Joli (Kis Színpad, a Vidám Színpad Kamaraszínháza 1958.01.11)
- Eugène Labiche: Helénke boldog... Helénke  (Kis Színpad, a Vidám Színpad Kamaraszínháza 1959.04.22) (A Florentin kalap című darab átdolgozása)
- Nemcsak űr ügy (kabaré)... szereplő (Vidám Színpad 1960.01.15)
- Mi a panasza? (kabaré)... szereplő (Vidám Színpad 1960.04.16)
- Jókai Mór – Illés Endre: Gazdag szegények... Anya  (Petőfi Színház,  1961.05.06)
- Mándy Iván: Mélyvíz... Második úrhölgy (Petőfi Színház,  1961.12.07)
- Molnár Ferenc: Az üvegcipő... Keczeli Ilona (Petőfi Színház,  1962. január 18.)
- Jacques Offenbach: Banditák... Pipetta  (Fővárosi Operettszínház, 1962.03.09)
- Fehér Klára – Bágya András – Szenes Iván: Három napig szeretlek... Német vendég (Fővárosi Operettszínház, 1963.03.13)
- Heltai Jenő: Tündérlaki lányok... Olga (Fővárosi Operettszínház, 1964)
- Jacobi Viktor: Leányvásár... Harissonné

## Filmek, tv
- Álmatlan évek (1959)
- Fűre lépni szabad (1960)
- Molnár Ferenc: Az üvegcipő (színházi előadás tv felvétele) (1963)